# Вилхелм Шикард
Вилхелм Шикард (на немски: Wilhelm Schickard) е германски астроном и математик, изобретил една от първите сметачни машини през 1623 г. Използва името си под различни форми като например Шикхарт (Schickhart), Шикхард (Schickhard), Шикарт (Schickart), Шикхарт (Schickhardt), както и латинизираните форми.

## Биография
Роден е на 22 април 1592 година в Херенберг, Баден-Вюртемберг. След като през 1611 получава магистърска степен от Университета в Тюбинген, Шикард учи теология и ориенталски езици до 1613. През 1619 година е назначен за професор по иврит, а от 1631 професор по астрономия в Тюбингенския университет.
Изследванията на Шикард включват астрономия, математика и геодезия. През 1623 година създава първата механична сметачна машина. Нарича я „Изчисляващ часовник“. Тя умножавала и деляла 7-значни числа. Имала специален звънец, който предупреждавал за препълване. На 24 февруари 1624 г. Шикард съобщава на Йохан Кеплер как действа неговата „аритметична машина“. На основата на това писмо и на скиците, които го съпровождат, както и на документи, намерени сред книжата на Кеплер, проф. Бруно фон Фрайтаг Льорингхоф от Университета в Тюбинген успява да възстанови сметачната машина на Шикард през 1959 – 1960 г.
Вилхелм Шикард умира от бубонна чума в Тюбинген, на 23 или 24 октомври 1635 година на 43-годишна възраст.